# Aeroporto Internacional Inca Manco Cápac
O Aeroporto Internacional Inca Manco Cápac Cujo código são (IATA JUL), (ICAO SPJL). Está localizado na cidade de Juliaca Estado de Puno Peru a 3825 metros acima do nível do mar e é administrado pelo CORPAC, uma organização governamental que administra aeroportos peruanos. O aeroporto tem ligações a várias cidades ao longo de todo o país. Sua pista é a mais longa na América Latina (4.200 metros). [carece de fontes?] Suas cordenadas são: longitude: -15°28"01"S. e latitude:-70°09"29"W.

## Companhias aéreas e Destinos
As seguintes companhias aéreas servem o aeroporto:

### Aeroportos
- Lima (Aeroporto Internacional Jorge Chavez)
- Arequipa (Aeroporto Internacional Rodríguez Ballón)
- Cusco (Aeroporto Internacional Alejandro Velasco Astete)